# Przystałowice Duże
Przystałowice Duże – wieś (do 31.12.2012 przysiółek) w Polsce położona w województwie mazowieckim, w powiecie przysuskim, w gminie Klwów. Ma status sołectwa.
W latach 1975–1998 miejscowość administracyjnie należała do województwa radomskiego.
W Przystałowicach Dużych w 1925 urodził się Marian Michalski, żołnierz wyklęty (NSZ, WiN), zamordowany przez UB na Mokotowie w Warszawie w 1953
Wierni kościoła rzymskokatolickiego należą do parafii Najświętszego Serca Pana Jezusa w Sadach-Kolonii.